# Kelvingrove Park

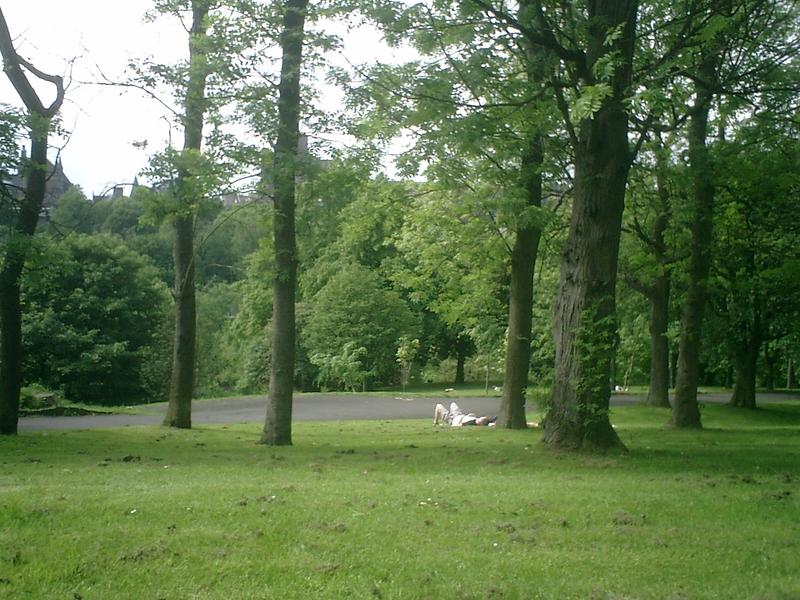
Kelvingrove Park

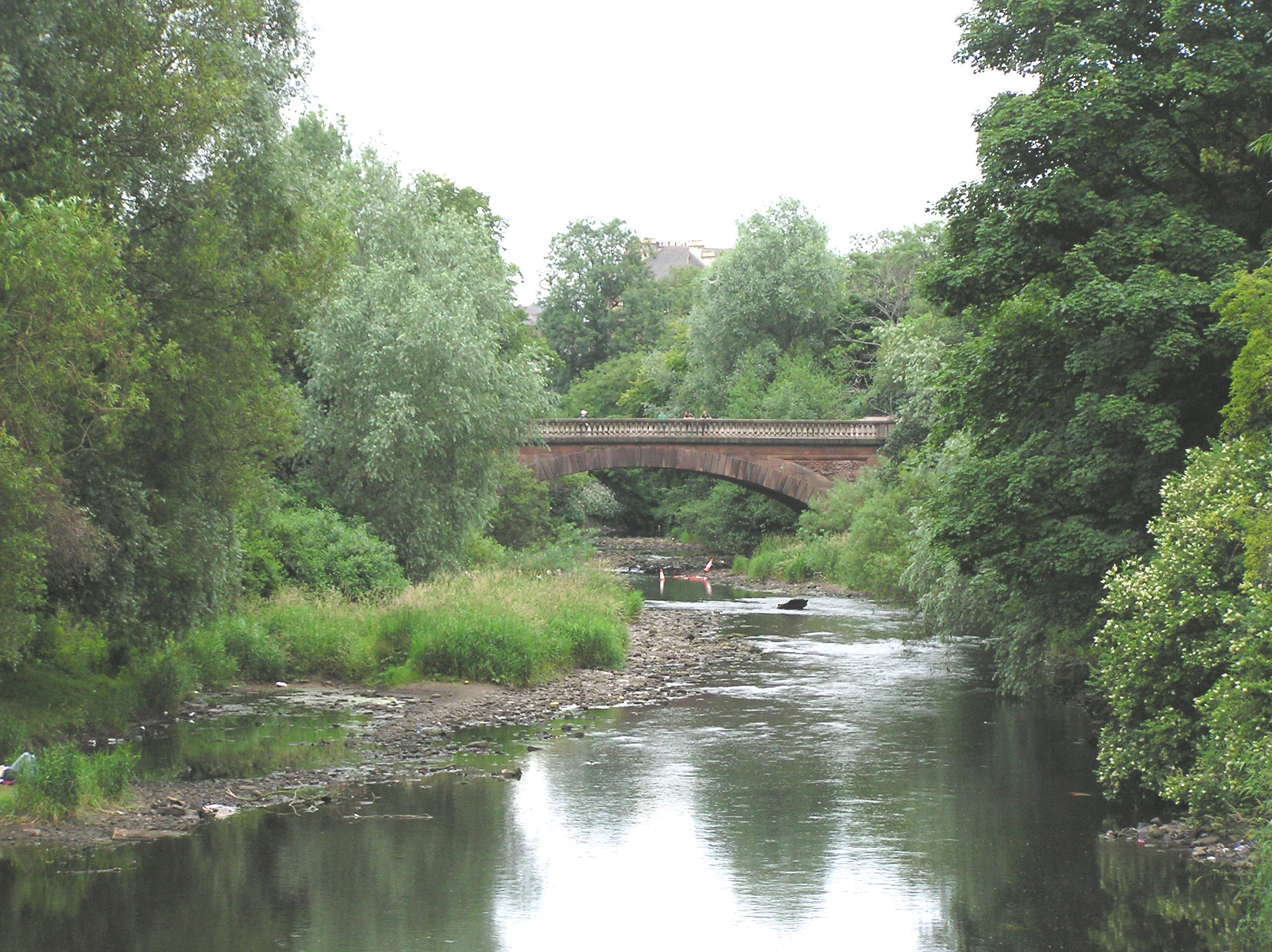
River Kelvin

Der Kelvingrove Park, unterhalb der Universität Glasgow auf dem Gilmorehill gelegen, ist einer der beliebtesten Stadtparks der Stadt Glasgow. Er befindet sich im Westteil der Stadt, im Lauf des Flusses Kelvin. Der Park besitzt eine Fläche von etwa 34 Hektar (85 Acres). Er wurde 1852 ursprünglich als West End Park von Sir Joseph Paxton eröffnet. Drei Ausstellungen fanden hier statt: die Internationale Ausstellung von 1888, die Internationale Ausstellung von 1901 und die Schottische Ausstellung im Jahre 1911.
Kelvingrove umfasst einen Skaterpark, Rasenplätze für Bowls und mehrere Statuen und Denkmäler. Das größte Denkmal ist der Stewart-Gedenkbrunnen, der zu Ehren von Lord Provost Robert Stewart (1851–1854) erbaut wurde und seiner Leistung, die Stadt mit frischem Wasser von Loch Katrine zu versorgen, gedenken soll. Im Park befinden sich Statuen von William Thomson, 1. Baron Kelvin, Joseph Lister, 1. Baron Lister, und Frederick Roberts, 1. Earl Roberts sowie ein Denkmal der Highland Light Infantry. Der Park ist beliebt unter Joggern und ist die Heimat der Kelvingrove Art Gallery und Museum. Die Gegend ist interessant für Touristen, da sich auch die Kelvin Hall Sports Arena und bis 2011 das Glasgow Museum of Transport, beide im selben Gebäude auf der gegenüberliegenden Seite der Argyle Street untergebracht, in der Nähe befinden. Das Glasgow Museum of Transport befindet sich seit 2011 im Riverside Museum at Pointhouse Quay in the Glasgow Harbour regeneration district of Glasgow,
Der Sänger Stuart Murdoch der Gruppe Belle & Sebastian schrieb das Lied Like Dylan in the Movies, als er nach einem Spaziergang durch den Park einen Anfall von Verfolgungswahn erlitt.
Im Kelvingrove Park wurde im Februar 1872 der schottische Fußballclub Rangers gegründet.